# Аун, Жозеф
Жозе́ф Ау́н (араб. جوزيف عون‎, фр. Joseph Aoun; род. 10 января 1964, Сен-эль-Филь, Горный Ливан) — ливанский политический и государственный деятель, генерал вооружённых сил. С 9 января 2025 года занимает должность президента Ливана. Был избран вопреки статье 49 Конституции Ливана, которая запрещает судьям и государственным служащим первой категории избираться на должность президента в течение их срока полномочий, хотя занимает должность командующего Вооружёнными силами Ливана с 8 марта 2017 года.

## Ранний период жизни и образование
Родился 10 января 1964 года в пригороде Бейрута, в регионе Матн, в семье Халиля Ауна и Ходы Ибрагим Махлуты. Его семья родом из города Аль-Ааишия, Южный Ливан.
Поступил в Ливано-американский университет, где в 2007 году получил степень бакалавра в области политологии и международных отношений. Также имеет степень бакалавра в области военных наук Военной академии Ливанской армии.

## Военная карьера
В 1983 году вступил в ряды ливанской армии. Проходил подготовку за границей, в частности в Соединённых Штатах Америки и Сирии. Также проходил контртеррористическую подготовку в Соединённых Штатах в 2008 году и в Ливане в 2013 году. Возглавлял 9-ю пехотную бригаду Ливанской армии с 2015 года.

## Гражданская война в Ливане
В 1990 году служил лейтенантом под командованием Бассама Герги. Во время битвы за Адма Бассам Герги был убит, и Жозеф Аун взял на себя руководство.

## Командующий ВС Ливана
В 2015 году был назначен командиром 9-й бригады, дислоцированной на границе с Израилем. 8 марта 2017 года ливанское правительство назначило Жозефа Ауна главнокомандующим вооружёнными силами, заменив Жана Кахваджи.
Руководил бригадой в боях на востоке Ливана, где сотни боевиков-ваххабитов из Джебхат ан-Нусра и Исламского государства (ИГИЛ) закрепились в районах на границе с Сирией. 19 августа 2017 года командовал военной операцией, которая стала успешным наступлением по изгнанию исламистских боевиков из их опорных пунктов.
После начала протестов в Ливане и проблем с формированием правительства он выступил с речью 8 марта 2021 года о местной и региональной ситуации. Он сосредоточился на экономическом кризисе и его влиянии на армию и обратился к политикам: «Куда мы идём? Чего вы ждёте? Что вы планируете делать? Мы не раз предупреждали об опасности ситуации». Его речь стала вирусной в социальных сетях.
15 декабря 2023 года парламент Ливана проголосовал за продление срока полномочий Жозефа Ауна на один год, что было в основном одобрено ливанской оппозицией, движением «Амаль» и Прогрессивно-социалистической партией Ливана. В 2024 году руководил ВС Ливана во время израильского вторжения. 28 ноября 2024 года парламент Ливана проголосовал за продление его срока во второй раз.

## Кандидат на должность президента
Его кандидатура была впервые выдвинута лидером Ливанских сил Самиром Джааджаа в июле 2022 года, который предположил, что он станет хорошим преемником Мишеля Ауна. Катар заявил о поддержке его кандидатуры, пообещав поддержать армию финансовой и военной помощью, Соединённые Штаты также поддержали его. Соединённые Штаты Америки, Франция, Саудовская Аравия и Египет провели переговоры по решению вопроса о вакансии президента Ливана, в ходе которых большинство стран подтвердили поддержку избрания Жозефа Ауна. Валид Джумблат объявил, что возглавляемый им блок Демократического собрания изберёт Жозефа Ауна.

## Президентство
9 января 2025 года был избран ливанским парламентом президентом Ливана во втором туре избирательной сессии. Это была 13-я попытка парламента нынешнего созыва согласовать кандидатуру главы государства, срок полномочий прежнего президента, Мишеля Ауна, истек ещё в октябре 2022 года. В своей речи во время церемонии приведения к присяге Жозеф Аун поклялся положить конец мафии, наркоторговле и вмешательству в систему правосудия, ссылаясь на важность независимости судебной системы.

## Личная жизнь
Женат на Нехмат Нехме. У них двое детей: Халиль и Нур.
Свободно говорит на арабском, французском и английском языках.
Не приходится родственником своему предшественнику на должности президента Ливана Мишелю Ауну.